# RMC
RMC，全称为蒙特卡洛广播电台（法語：Radio Monte-Carlo），是一家总部位于法国巴黎的广播电台，主要服务法国和摩纳哥的听众。

## 简介
1943年7月1日，蒙特卡洛广播电台在摩纳哥蒙特卡洛开始试播，并于当年8月1日正式开播。当时纳粹德国方面拥有蒙特卡洛电台的股份，电台也因此不可避免地播放一些纳粹政治宣传内容。1944年8月24日，由于设备受到破坏，广播暂时停止。1945年6月23日，电台恢复播出，法国政府控制的Sofirad公司持有其超过八成的股份，其余股份由摩纳哥政府控制。
由于地理因素，当时蒙特卡洛广播电台的广播在法国南部地区也可收听，但电台直到20世纪80年代才正式在法国本土落地播出。2001年，蒙特卡洛电台完成私有化，并于2002年将总部搬迁到法国巴黎，开始以RMC作为电台正式名称。目前RMC电台99.9%的股份由法国Altice Média持有，摩纳哥政府占股比例仅0.1%。